# Waldems
Waldems est une commune de Hesse (Allemagne), située dans l'Arrondissement de Rheingau-Taunus, dans le district de Darmstadt.
La commune est jumelée avec la vallée du Champsaur dans les Hautes-Alpes.